# Коранизм
Корани́зм, или корани́ты или также известный как Коранический Ислам (араб. قرآنيون‎ или أهل القرآن‎) — исламское течение, представители которого считают Коран единственным каноническим текстом в исламе. 
Кораниты считают, что Коран — ясен, полон и что его можно полностью понять без обращения к хадисам и сунне. Поэтому они используют сам Коран для толкования Корана, — экзегетический принцип, известный как тафсир аль-Коран би аль-Коран. Кораниты отвергают религиозный авторитет хадисов, преданий о словах или действиях Мухаммада, кодификация и записывание которых привели к появлению отличных друг от друга версий сунны среди шиитов, ибадитов и суннитов. 
Последователей коранизма их оппоненты называют «коранитами» (араб. قرآنيّون‎‎), сами кораниты предпочитают именовать себя «мусульманами». Помимо основного названия, некоторыми мусульманами именуются как «отрицатели хадисов» (араб. منكروا الحديث‎‎). 
Во многом коранизм близок или схож с безмазхабностью. В XXI веке коранистская позиция в отношении хадисов приобрела популярность среди мусульман-модернистов, которые отвергают хадисы, которые, по их мнению, противоречат Корану. По утверждению религиоведа Резы Аслана, коранизм является одним из самых быстрорастущих движений в исламе.

## Практики
Несмотря на ориентированность исключительно на Коран среди коранитов существуют разные подходы к ритуальной практике, в частности относительно ежедневных молитв, а также толкованию сур. Отличия внутри коранизма, по сравнению с суннизмом, могут значительно разниться среди различных групп, варьируясь от в целом консервативных позиций до порой идентичных либеральному исламу:
- Отрицание необходимости хиджаба у женщин или бороды у мужчин
- Возможность участия женщин в литургической практике в качестве имамов
- Допущение многожёнства только при условии усыновления сирот
- Выступления против необходимости хаджа
- Запрет обрезания[4][5][6]

## История

### Происхождение
Во время правления аббасидов, представитель мутазилитской школы калама юрист и богослов Ибрахим ан-Наззам критически относился к авторитету хадисов и отвергал «единогласие» (иджма) учёных-богословов своего периода.

#### Основатели современного коранизма
Одним из первых современных идеологов коранизма был Аслам Джайраджпури, индийский профессор арабского языка. Он оказал большое влияние на Гулам Ахмед Первеза, известного пакистанского учёного, который считал себя учеником и другом Аслама. Вместе они были важными фигурами в движении XIX века Ahl al-Qur’an («Люди Корана»), считавшем, что у мусульман есть только один сакральный текст — Коран. Ахмед Первез также был одним из первых современных коранитов, кто в своих научных трудах начал пропагандировать коранические предписания и критиковать хадисы, в частности касающийся возраста Аиши, полагая, что его на самом деле придумали «враги ислама». Он считал, что многие хадисы, считающиеся подлинными на самом деле являются фальсификацией, будучи сконструированы элитами в исламских государствах, чтобы извратить и ослабить первоначальный революционный дух настоящего ислама, который представлял угрозу для их власти и привилегий. Помимо этого он осуждал деятельность мулл, которых считал прислужниками богатых людей.

### Известные представители
Представителем современного коранизма считается бывший преподаватель университета аль-Азхар Ахмад Мансур, который в 1985 году был отстранён от этой должности из-за «отступления от основных норм ислама и от соблюдения сунны». В 1987 и 1988 годах Ахмед Мансур был дважды заключён в тюрьму за оскорбления богословов. Дискуссионный клуб Ахмеда Мансура, открытый в 1996 году при содействии доктора Саад ад-Дина Ибрахима и посвящённый проблемам мусульманского догматизма и религиозного экстремизма, был закрыт египетским правительством в 2000 году. В 2002 году Ахмед Мансур попросил у властей США политического убежища и незамедлительно получил его. В последние годы он работал в Гарвардской школе юриспруденции в качестве лектора по программе «Национальный вклад в демократию». Ахмед Мансур является автором 24 книг и более 500 статей на арабском языке. Свою пропаганду кораниты ведут через основанный Ахмедом Мансуром Международный коранический центр в Виргинии и английско-арабский сайт www.ahl-alquran.com. На сайте коранитов, помимо других материалов, публикуются и фетвы, одна из которых разрешает мусульманам наркоторговлю и потребление наркотиков, ибо Коран не запрещает этого прямым текстом. В связи с этим утверждением коранитов, улемами аль-Азхара утверждена предыдущая фетва против Ахмеда Мансура, который был приговорён к смертной казни вместе с восемью соратниками-коранитами.

### Близкие к коранизму
Некоторые богословы, не будучи в полной мере приверженцами коранизма, критически относились к хадисам, обращаясь прежде всего к Корану. Критическое отношение к хадисам было у многих представителей джадидизма. Так основавший в 1906 году медресе «Галия» Зыя Камали вспоминал: «Когда я преподавал в медресе „Галия“, ввёл в преподавание ислама следующие реформы: отбросил разные легенды и суеверия и показал, что религия ислама должна состоять только из Корана».

## Коранизм по странам

### Коранизм в Казахстане
Изги Амаль является основной организацией казахстанских коранитов, общественное объединение Ізгі амал («Благое дело»), основателем и первым лидером которого был Аслбек Мусин. По словам Аслбека в объединении состоят около 70—80 тысяч человек, в ведении объединения находится газета «Наш мир».

…Первым истинным коранитом был пророк Мухаммад, не следовавший ничему, кроме одного Корана. Мы, в этом отношении, — не новое направление.
— Аслбек Мусин
С момента основания объединения Ізгі амал в 2007 году, движение коранитов не раз становилось мишенью для критики со стороны верховного духовенства Казахстана (ДУМКа). Заместитель верховного муфтия Казахстана Мухаммад Хусейн Алсабеков именует коранитов «религиозной сектой» и называет их «спонсорами США и Великобританию».

### Коранизм в Нигерии и Нигере
Кала Като — движение коранитов, приверженцы которого проживают главным образом на севере Нигерии, а некоторые приверженцы проживают и в Нигере. Движение Кала Като на языке хауса означает «человек, который говорит», имея в виду высказывания или хадисы, посмертно приписываемые Мухаммеду. Кала Като отвергает авторитет хадисов, и считает авторитетным только Коран. В Нигере суннитские лидеры неоднократно призывали правительство подавить это движение.

### Коранизм в Турции
В Турции идеи коранизма стали особенно заметными, при этом часть молодёжи либо оставляет ислам, либо обращается в коранизм. В Турции существует значительная коранистская научная школа, и даже были профессора коранической теологии в крупных университетах, включая таких учёных, как Яшар Нури Озтюрк и Джанер Тасламан.
Коранисты ответили на критику Турецкого управления по делам религий (Диянет) аргументами и вызвали их на публичные дебаты.

## Критика
Фарид Асадуллин, кандидат филологических наук, ведущий научный сотрудник Института востоковедения РАН, заместитель председателя Совета муфтиев России:

Если кораниты считают, что надо опираться на предписания Корана, то здесь они не открывают Америки, любой здравомыслящий мусульманин скажет то же самое, но реформировать ислам и отвергать Сунну — это было бы преждевременно и неправильно. Это путь к расколу, ни к чему хорошему это не приведёт. Как я предполагаю, такие крайние взгляды исповедуют молодые мусульмане, ещё не до конца погружённые в исламскую богословскую традицию. Этот подход таит в себе немало опасностей.

Вячеслав Али Полосин, кандидат политических наук, доктор философских наук, советник главы Духовного управления мусульман европейской части России о коранитах Казахстана:

В своё время из постсоветского пространства — из России, из Казахстана — очень много молодёжи уехали учиться исламу за рубеж. И там они получили такое образование, что, приехав на родину, стали инициаторами, идейными вдохновителями экстремистских течений, а то и просто незаконных вооружённых формирований. Если кораниты будут всё больше набирать влияние и стремиться к власти, это будет для Казахстана только минус, потому что пойдёт разрыв со всем мусульманским миром, поскольку никто такую секту не признает. Это прямой вызов традиционному исламу. Поэтому руководство Казахстана столкнётся с очень сильной негативной реакцией в традиционных мусульманских странах.

### Критика
- Кто такие кораниты?. — Сунна Пресс, 2013. Архивировано 8 декабря 2015 года.